# Arona, Pennsylvania
Arona är en ort i Westmoreland County i delstaten Pennsylvania, USA.